# 盾柱木
盾柱木 （學名：Peltophorum pterocarpum），別稱雙翼豆（中国主要植物图说）、閉筴木、黃焰木、黃燄木及翅果木等，是豆科盾柱木属的植物，種加詞  pterocarpum  意為「翅果的」。原產於中國海南島、越南、馬來西亞、澳洲及美洲等，現分布于斯里兰卡、印度尼西亚、马来半岛、越南、大洋洲以及中国大陆的广州等地，性喜高溫天氣，能耐風、耐旱，但不耐陰，目前已由人工引種栽培，栽種於砂質壤土或以深層壤土為佳。樹皮能作提煉黃色染料之用。

## 名稱由來
因盾柱木的柱頭形狀貌如盾形，故而得名。因盾柱木的果實為木質莢果，邊緣具翅所圍繞，種子扁平狀，故而有雙翼豆之稱。

## 形態特徵

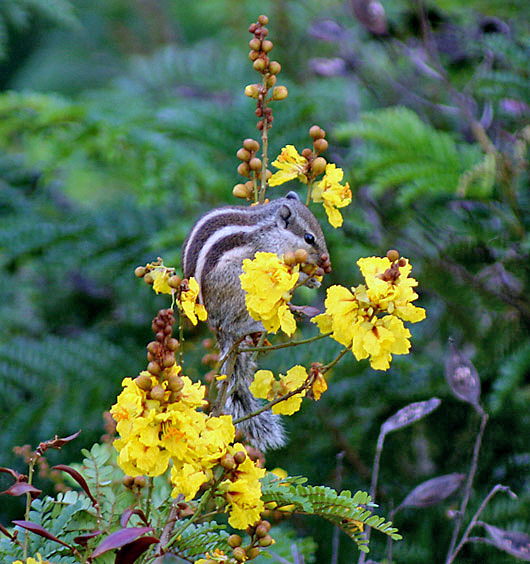
盾柱木和松鼠，攝於印度加爾各答。

盾柱木是一種落葉喬木，高約4－25米；樹冠傘形，枝節茂密，可闊達12米。枝幹灰褐色，嫩枝披銹色毛，老枝密佈黃色細小皮孔，皮孔排列成平行的線狀紋路。葉為二回偶數羽狀複葉，橢圓形，長約30－42厘米；葉柄互生，披銹色毛，粗壯，長約4厘米；羽片8~14對，對生或近對生，羽軸基部膨大，長約8－12厘米；小葉長圓狀倒卵形，7－30對，無柄，對生，革質，先端圓鈍，中央微凹，基部歪斜兩側不對稱，排列緊密，邊全緣，表面深綠色，背面淺綠色披銹色毛，長約12－17毫米，寬約5－7毫米。花為圓錐花序，頂生或腋生，密披銹色短柔毛，芳香，兩性；苞片早落， 長約5－8毫米；花梗長約5毫米；花蕾圓形，直徑約5－8毫米，與花梗相距5－7毫米；花萼裂片卵形，4－5枚，外披銹色茸毛，花開時裂片向後反轉，長約5－8毫米，寬約4－7毫米；花瓣倒卵形，5枚，深黃色，呈摺皺波浪狀，基部密披銹色長柔毛，具長柄，長約15－17毫米，寬約8－10毫米；雄蕊10枚，離生，花絲基部披硬毛，長約12毫米，花藥基部箭形，長約3毫米；雌蕊柱頭綠色，盾狀，3裂；子房無柄或具柄，披毛，3裂，花柱絲狀，光滑，較子房長；胚珠3－4顆。果為木質莢果，紡錘形，扁平，邊緣具翅，兩端尖，中央具條紋，綠色，成熟時轉深褐色，不自裂，翅寬約4－5毫米；種子赤褐色，扁平，具翅，2－4顆，長約1厘米。

## 相似物種
- 鐵刀木（Senna siamea/Cassia siamea），豆科蘇木亞科決明屬植物外形相似，分別在於鐡刀木的小葉具柄；果為紙質莢果，成熟後自裂；樹冠枝葉疏散，樹皮較盾柱木粗糙[10]。
- 鳳凰木（Delonix regia），豆科鳳凰木屬的植物樹形及葉片相似，分別在於盾柱木的全株嫩枝披銹色毛，而鳳凰木則枝條光滑；盾柱木沒有羽葉般的托葉著生於葉柄基部；盾柱木的小葉片較鳳凰木寬大及數量較少；盾柱木的花色為黃色，鳳凰木的花色則多為紅色；盾柱木的果實為朝上的小豆莢，形如豌豆，而鳳凰木的果實則為懸垂於枝條上的長果莢[6][8][11][12]。

## 圖片

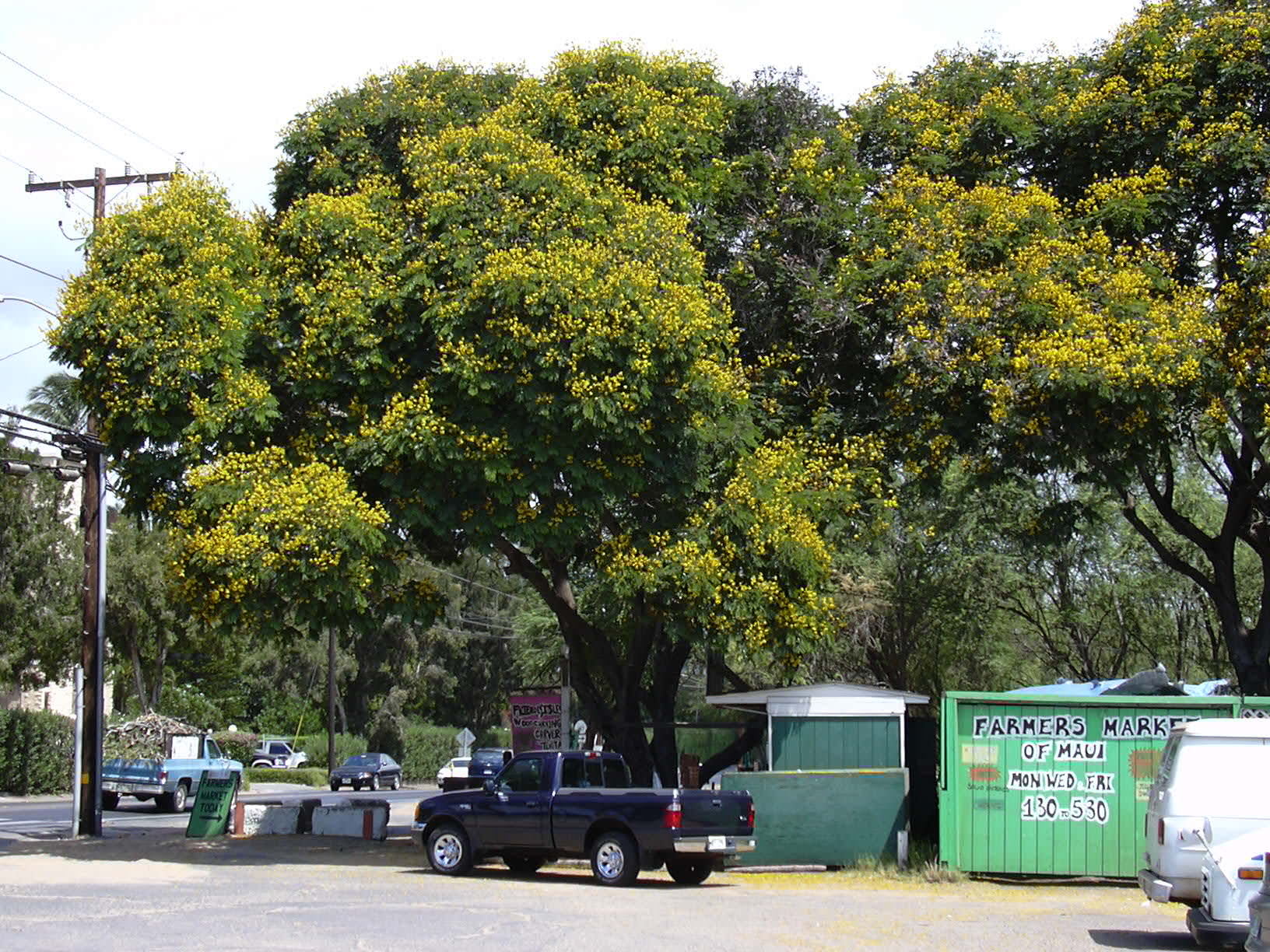
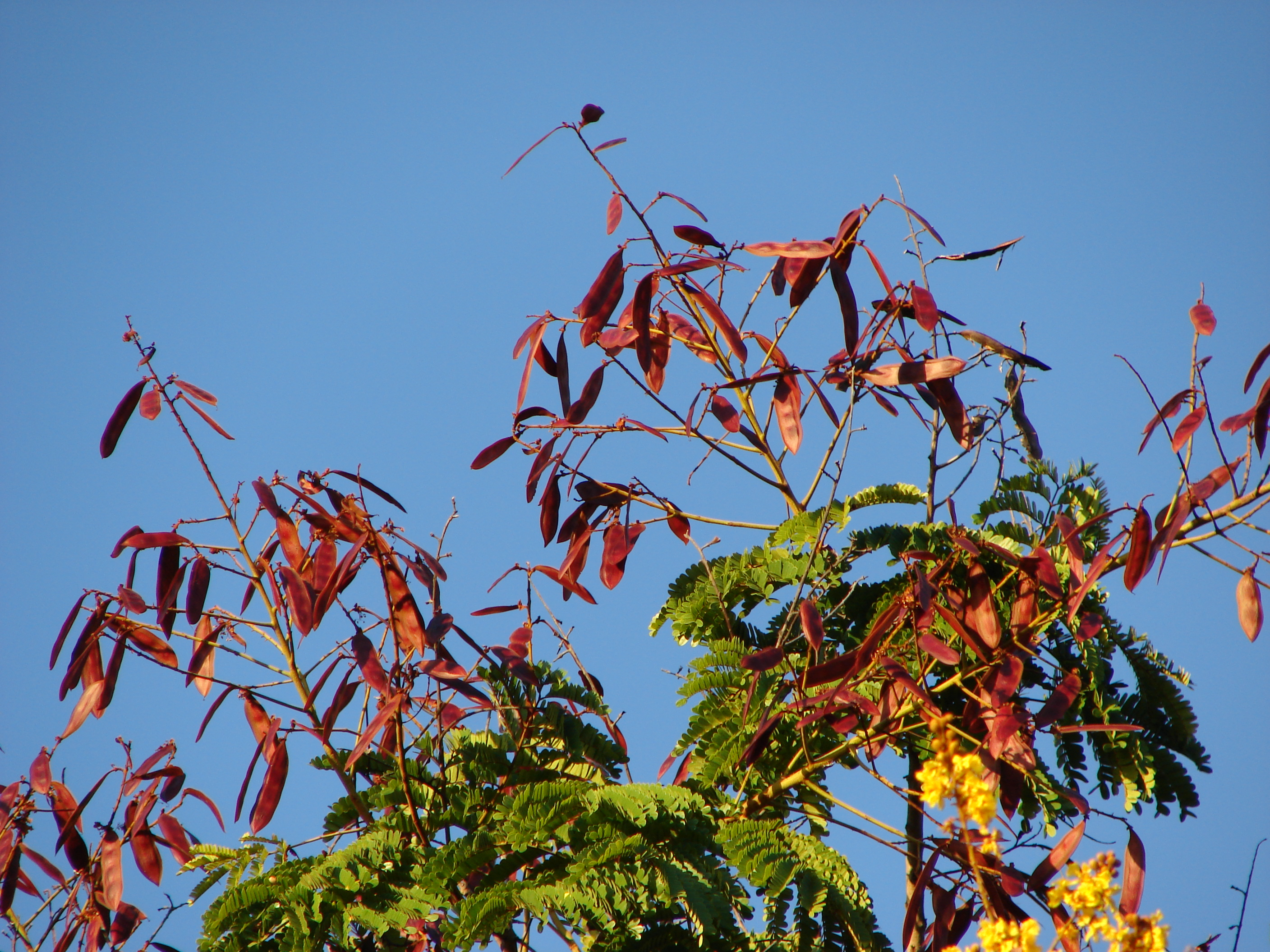
盾柱木的果實
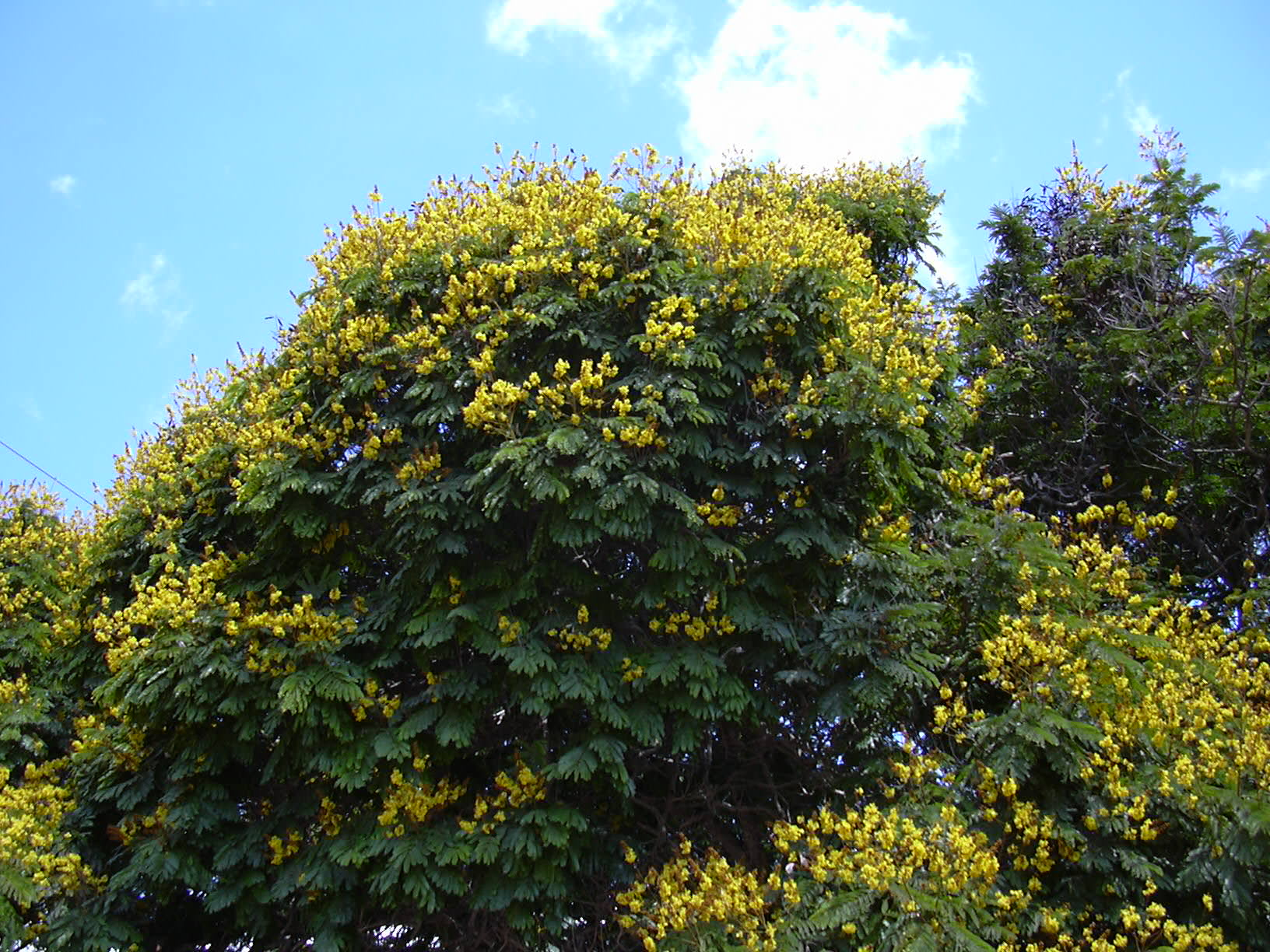
盾柱木的葉與花

## 外部連結
- 盾柱木物種相冊中國自然標本館
- 雙翼豆 （页面存档备份，存于）香港教育城
- 盾柱木[]中國植物圖像庫
- 種子庫中華民國自然步道協會
- 盾柱木 （页面存档备份，存于）中央研究院數位典藏資源網
- 盾柱木的图片 （页面存档备份，存于）